# Гильдебранд, Бруно
Бруно Гильдебранд (нем. Bruno Hildebrand; 6 марта 1812[…], Наумбург — 29 января 1878[…], Йена, Саксен-Веймар-Эйзенах) — немецкий экономист и статистик, один из основных представителей старой немецкой исторической школы.

## Биография
В начале своей научной карьеры работал профессором во Вроцлаве, а затем в Марбурге. Независимость, с которой Гильдебранд, особенно в бытность свою проректором, защищал права этого университета, навлекла на него немилость гессен-кассельского правительства. За статью, появившуюся в 1846 году в немецкой «Лондонской газете», Гильдебранд был привлечен в Марбурге к суду по обвинению в оскорблении его величества и лишён всех академических должностей. Только в 1848 году Гильдебранд был оправдан и тогда же избран во Франкфуртское национальное собрание.

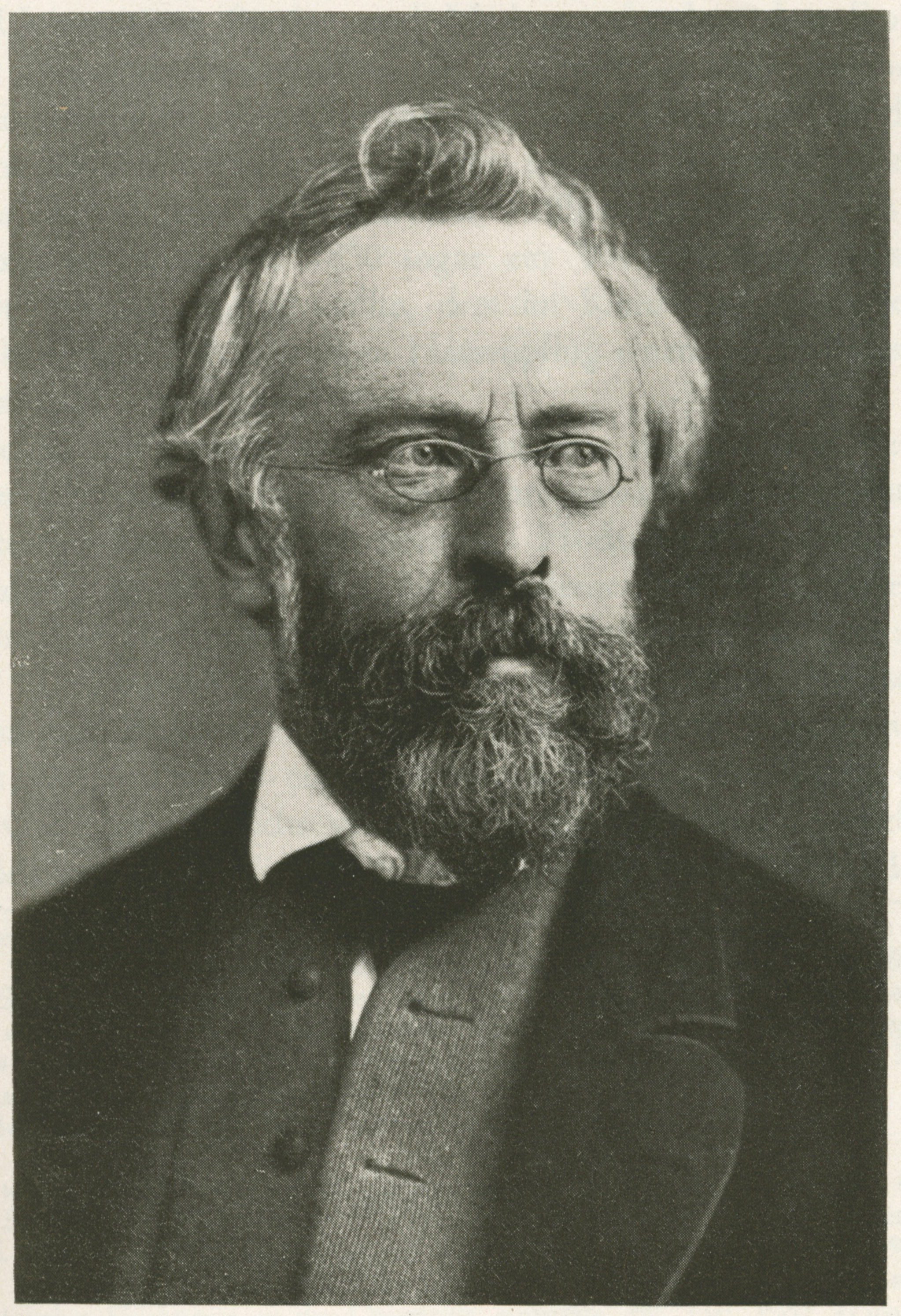
Бруно Гильдебранд

Зимой 1849—50 годов Гильдебранд был избран в кургессенский ландтаг. По возвращении Гассенпфлуга в министерство, он выступил одним из самых решительных его противников. С 1851 по 1861 годы Гильдебранд был профессором в Цюрихе и Берне, где основал первое швейцарское статистическое бюро. В Швейцарии Гильдебранд основал железнодорожную компанию Nordostbahn. Участие в экономической жизни Швейцарии вызвало такую полемику против него, что он вынужден был переселиться в Германию, где получил кафедру в Йене. Здесь он стал директором основанного им же центрального статистического бюро Тюрингии. В 1863 году основал журнал Jahrbücher für Nationalökonomie und Statistik.
Представитель немецкой исторической школы, Гильдебранд известен своей резкой критикой классической экономической школы, в особенности, работ Давида Рикардо. В своей главной работе «Политическая экономия настоящего и будущего» (Die Nationalökonomie der Gegenwart und Zukunft) он попытался выявить существующие экономические законы. По его мнению, экономическое развитие носит линейный нециклический характер. Он делил историю на три периода: натуральное хозяйство, денежное хозяйство, кредитное хозяйство. Также критиковал марксизм.
Его сыновья — скульптор Адольф фон Гильдебранд и врач Отто, дочь — Аурелия, внук — католический философ Дитрих фон Гильдебранд. Н. Н. Миклухо-Маклай был знаком с Бруно Гильдебрандом и переписывался с Аурелией.

## Основные работы
- Die Nationalökonomie der Gegenwart und Zukunft. Frankfurt/Main 1848
  - Историческое обозрение политико-экономических систем / Перевод под ред. В. Безобразова. — СПб., 1861. — 209 с.
  - Политическая экономия настоящего и будущего. / Перевод М. П. Щепкина. — Либроком, 2012. — 296 с. (Язык издания: старорусский, русский)
- Die kurhessische Finanzverwaltung. Kassel 1850.
- Statistische Mitteilungen über die volkswirtschaftlichen Zustände Kurhessens. Berlin 1853.
- Beiträge zur Statistik des Kantons Bern, Bd. 1. Bern 1860.